# Reidun Tatham
Pour les articles homonymes, voir Tatham.
Reidun Tatham, née le 20 mars 1978 à Calgary, est une nageuse canadienne spécialisée en natation synchronisée.
Elle est médaillée d'or par équipe aux Jeux panaméricains de 1999 à Winnipeg. Lors des Jeux olympiques de 2000 à Sydney, elle remporte la médaille de bronze olympique par équipe.